# Ярмарка в Кинешме (картина Кустодиева)
«Ярмарка в Кинешме» — картина российского художника Бориса Кустодиева.

## Описание
Картина, также именуемая «Карусель в Кинешме», изображает ярмарочные гулянья на Торговой площади города Кинешмы. Примечательно, что это одна из немногих картин, изображающих конкретный город, а не собирательный образ, как в других работах Кустодиева. Также данная картина — единственное известное изображение ярмарки в ночное время.